# Rakesh Varman
Rakesh Varman (Fidzsi-szigetek, Samabula, 1968. február 1. –) Fidzsi-szigeteki nemzetközi labdarúgó-játékvezető. Teljes neve Rakesh Chand Varman. Polgári foglalkozása tanár.

## Pályafutása

### Nemzeti játékvezetés
Sportpályafutása során hazája legfelső szintű labdarúgó-bajnokságának lett a játékvezetője.

### Nemzetközi játékvezetés
A Fidzsi-szigeteki labdarúgó-szövetség Játékvezető Bizottsága (JB) 2000-ben terjesztette fel nemzetközi játékvezetőnek, a Nemzetközi Labdarúgó-szövetség (FIFA) bíróinak keretébe. Több nemzetek közötti válogatott és klubmérkőzést vezetett. A Fidzsi-szigeteki nemzetközi játékvezetők rangsorában, a világbajnokság-Európa-bajnokság sorrendjében az 1. helyet foglalja el 2 találkozó szolgálatával.

#### Világbajnokság
2007-ben Dél-Korea rendezte az U17-es labdarúgó-világbajnokságot, ahol a FIFA JB hivatalnokként foglalkoztatta.
| Időpont             | Helyszín                         | Mérkőzés típusa        | Mérkőzés              | Eredmény | Nézők száma |
| ------------------- | -------------------------------- | ---------------------- | --------------------- | -------- | ----------- |
| 2007. augusztus 19. | Gwang-Yang Stadion, Gwangyang    | selejtező (D. csoport) | Japán–Haiti           | 3 : 1    | 8 500       |
| 2007. augusztus 23. | Civil Stadion, Changwon          | selejtező (E. csoport) | Tádzsikisztán–Belgium | 0 : 1    | 1 400       |
| 2007. augusztus 25. | Jeju World Cup Stadion, Seogwipo | selejtező (C. csoport) | Honduras–Szíria       | 0 : 2    | 430         |

2008-ban a FIFA bejelentette, hogy a Dél-Afrikai rendezésű, a XIX., a 2010-es labdarúgó-világbajnokság lehetséges játékvezetők 54-es átmeneti listájára jelölte. A világbajnoki döntőhöz vezető úton a FIFA JB bíróként alkalmazta.
| Időpont             | Helyszín                          | Mérkőzés típusa    | Mérkőzés               | Eredmény | Nézők száma |
| ------------------- | --------------------------------- | ------------------ | ---------------------- | -------- | ----------- |
| 2008. június 14.    | Korman Stadion, Port Vila         | Óceánia (OFC) zóna | Vanuatu–Új-Kaledónia   | 1 : 1    | 4 000       |
| 2008. szeptember 6. | Numa-Daly Magenta Stadion, Noumea | Óceánia (OFC) zóna | Új-Kaledónia–Új-Zéland | 1 : 3    | 2 589       |